# 13059 Ducuroir
13059 Ducuroir este un asteroid din centura principală de asteroizi.

## Descriere
13059 Ducuroir este un asteroid din centura principală de asteroizi. A fost descoperit pe 18 ianuarie 1991 la Observatoire de Haute-Provence de Eric Walter Elst. Asteroidul prezintă o orbită caracterizată de o semiaxă mare de 2,59 ua, o excentricitate de 0,09 și o înclinație de 6,6° în raport cu ecliptica.